# Lucas Lasserre
Pour les articles homonymes, voir Lasserre.
Lucas Lasserre, né le 9 mars 1978 à Pau, est un pilote automobile français engagé en Nascar Whelen Euro Series.

## Biographie
Lucas Lasserre commence sa carrière par le karting en France et la poursuit en monoplace via La Filière ELF et la Formule Campus. Il participe aux championnats de Formule Renault et de Formule 3 avant de se diriger en Sports car et GT comme pilote officiel. Lucas participera en 2003 au 24 Heures du Mans en LMP1 et contribue au développement de voitures pour différents constructeurs dont Renault Sport, Michelin, Oreca, and Norma Auto Concept entre 2003 et 2008.
En juillet 2008, il crée la société Carré Sport dont l'activité est la promotion d'événements ; la structure gère l'engagement des voitures de l'écurie EffiTIC - Carré Sport dans les compétitions sportives,. La société, en cessation de paiement, est mise en liquidation judiciaire en février 2012,.
En 2009, Lucas rejoint la série Nascar Whelen Euro Series et remporte les championnats 2009 et 2010. À la suite de ces résultats, Lucas dispute le NASCAR All Star Showdown à Los Angeles. Il termine 15e,.
Après 6 ans d’absence, Lucas est de retour en 2017 au sein de l'équipe Team Dog Racing et par la suite dans l'équipe Mishumotors.
En 2018, il termine la saison à la 3e place du championnat NASCAR Whelen Euro Series 2018 au sein du Team Mavi Mishumotors au volant d'une Chevrolet Camaro. Lucas Lasserre participe à ce championnat avec Mishumotors jusqu'en 2020 puis avec l'équipe Speed House.

## Palmarès

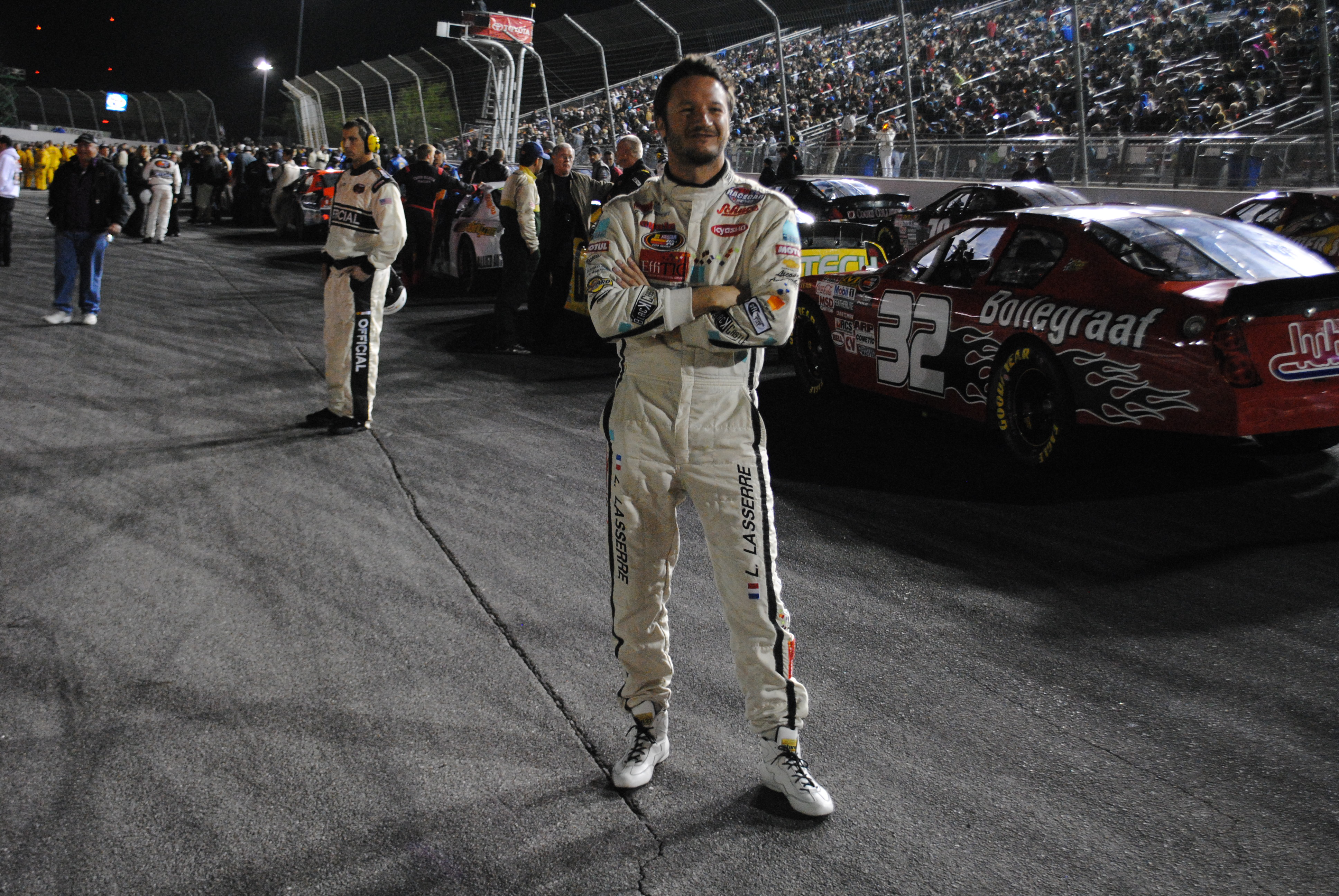
Lucas Lasserre lors du NASCAR K&N Pro Series - Toyota Allstars Showdown à Irwindale en 2015

- 1998 : 3e en championnat de France de Formule Renault[11]
- 1999 : champion en championnat de France de Formule Renault - 8 Victoires sur 12 Courses
- 2002 : 2e en championnat d'Espagne de Formule 3 - Team Racing Engineering - 3 Victoires & 5 Podiums[12]
- 2009 et 2010 : champion en NASCAR Whelen Euro Series - Elite[13],[1]
- 2011 : 3e du championnat en Porsche Carrera Cup France[14]
- 2011 : 15e NASCAR K&N Pro Series - Toyota Allstars Showdown à Irwindale[7],[8]
- 2014 : 7e du Pro Am 24 Heures de spa avec le Team Pro GT by Almeras[15]
- 2018 : 3e en NASCAR Whelen Euro Series - Team Mishumotors[10]
- 2021 : 3e en NASCAR Whelen Euro Series - Team Speed House